# Маркус Бженска
Маркус Бженска (нім. Markus Brzenska, нар. 25 травня 1984, Люнен) — німецький футболіст, що грав на позиції захисника. По завершенні ігрової кар'єри — тренер.
Виступав, зокрема, за клуби «Боруссія» (Дортмунд) та «Енергі», а також молодіжну збірну Німеччини.

## Клубна кар'єра
У дорослому футболі дебютував 2002 року виступами за команду «Боруссія» II, в якій провів один сезон, взявши участь у 56 матчах чемпіонату. 
Своєю грою за цю команду привернув увагу представників тренерського штабу клубу «Боруссія» (Дортмунд), до складу якого приєднався 2003 року. Відіграв за дортмундський клуб наступні п'ять сезонів своєї ігрової кар'єри.
Протягом 2008—2009 років захищав кольори клубу «Дуйсбург».
У 2009 році уклав контракт з клубом «Енергі», у складі якого провів наступні п'ять років своєї кар'єри гравця. 
Завершив ігрову кар'єру у команді «Вікторія» (Кельн), за яку виступав протягом 2014—2017 років.

## Виступи за збірну
Протягом 2005–2006 років залучався до складу молодіжної збірної Німеччини. На молодіжному рівні зіграв у 15 офіційних матчах, забив 1 гол.

## Кар'єра тренера
Розпочав тренерську кар'єру, повернувшись до футболу після невеликої перерви, 2021 року, увійшовши до тренерського штабу клубу «Вікторія» (Кельн). Наразі досвід тренерської роботи обмежується цим клубом.